# Палладийпразеодим
Палладийпразеодим — бинарное неорганическое соединение
палладия и празеодима
с формулой PrPd,
кристаллы.

## Получение
- Сплавление стехиометрических количеств чистых веществ:

{\displaystyle {\mathsf {Pd+Pr\ {\xrightarrow {1064^{o}C}}\ PrPd}}}

## Физические свойства
Палладийпразеодим образует кристаллы
ромбической сингонии,
пространственная группа C mcm,
параметры ячейки a = 0,3850 нм, b = 1,0826 нм, c = 0,4614 нм, Z = 4,
структура типа борида хрома CrB
.
При температуре 822°C в соединении происходит фазовый переход.
Соединение конгруэнтно плавится при температуре 1064°C.